# Пондеромоторная сила
Пондеромоторная сила — нелинейная сила, действующая на заряженную частицу в неоднородном осциллирующем электромагнитном поле.
Выражение для пондеромоторной силы Fp имеет вид
{\displaystyle \mathbf {F} _{\text{p}}=-{\frac {e^{2}}{4m\omega ^{2}}}\nabla (E^{2}),}
в системе единиц СИ сила измеряется в Ньютонах;  e — электрический заряд частицы, m — её масса, ω — угловая частота колебаний поля, E — амплитуда электрического поля. При достаточно малых амплитудах магнитное поле создаёт очень малую силу. 
Данное равенство означает, что заряженная частица в неоднородном осциллирующем поле не только испытывает колебания с частотой ω, но и испытывает ускорение вследствие силы Fp, направленной в сторону более слабого поля. Это редкий случай, когда знак заряда частицы не влияет на направление силы: ((-e)2=(+e)2).
Механизм пондеромоторной силы можно понять, рассмотрев движение заряда в осциллирующем электрическом поле. В случае однородного поля заряд возвращается к изначальному положению после одного цикла колебания. В случае неоднородного поля сила, действующая на заряд в течение половины цикла, которую заряд проводит в области с более высокой амплитудой, направлена в сторону более слабого поля. Эта сила больше, чем сила, действующая в течение половины цикла, в течение которой заряд находится  в области с меньшей амплитудой поля, причём сила направлена в сторону более сильного поля. При усреднении по циклу получается сила, действующая в сторону более слабого поля.

## Теоретические основы
Вывод формулы пондеромоторной силы осуществляется следующим образом.
Рассмотрим частицу в неоднородном электрическом поле, колеблющемся с частотой {\displaystyle \omega } в направлении оси x. Уравнение движения имеет вид
{\displaystyle {\ddot {x}}=g(x)\cos(\omega t).}
Здесь мы пренебрегаем влиянием колебаний магнитного поля. 
Если масштаб вариаций {\displaystyle g(x)} достаточно велик, то траекторию частицы можно разделить на два компонента, отвечающих разным временным масштабам:
{\displaystyle x=x_{0}+x_{1},}
где {\displaystyle x_{0}} является дрейфовым движением,  {\displaystyle x_{1}} показывает быстрое колебательное движение. Предположим, что {\displaystyle x_{1}\ll x_{0}}. В рамках данного предположения воспользуемся разложением в ряд Тейлора:
{\displaystyle {\ddot {x}}_{0}+{\ddot {x}}_{1}=\left[g(x_{0})+x_{1}g'(x_{0})\right]\cos(\omega t),}
{\displaystyle {\ddot {x}}_{0}\ll {\ddot {x}}_{1}}, поскольку {\displaystyle x_{1}} мало, {\displaystyle g(x_{0})\gg x_{1}g'(x_{0})}, то
{\displaystyle {\ddot {x}}_{1}=g(x_{0})\cos(\omega t).}
На масштабах времени осцилляции {\displaystyle x_{1}} величина {\displaystyle x_{0}} практически постоянна. Следовательно, последнее уравнение можно проинтегрировать:
{\displaystyle x_{1}=-{\frac {g(x_{0})}{\omega ^{2}}}\cos(\omega t).}
При подстановке данного выражения в уравнение для силы и после усреднения по времени  {\displaystyle 2\pi /\omega } получаем
{\displaystyle {\ddot {x}}_{0}=-{\frac {g(x_{0})g'(x_{0})}{2\omega ^{2}}}}
{\displaystyle \Rightarrow {\ddot {x}}_{0}=-{\frac {1}{4\omega ^{2}}}\left.{\frac {d}{dx}}\left[g(x)^{2}\right]\right|_{x=x_{0}}.}
Таким образом, мы получили выражение для дрейфового движения заряженной частицы под действием неоднородного осциллирующего поля.

## Усреднённая по времени плотность
Вместо одной частицы можно рассмотреть газ из заряженных частиц, испытывающий действие подобной силы. Такой газ из заряженных частиц называется плазмой. Функция распределения и плотность плазмы  испытывают колебания, для получения точно решения требуется решить уравнение Власова. Обычно предполагается, что усреднённую по времени плотность плазмы можно получить из выражения для силы и для дрейфового движения отдельных частиц:

{\displaystyle {\bar {n}}(x)=n_{0}\exp \left[-{\frac {e}{\kappa T}}\Phi _{\text{P}}(x)\right],}
где  {\displaystyle \Phi _{\text{P}}} является пондеромоторным потенциалом, задаваемым выражением
{\displaystyle \Phi _{\text{P}}(x)={\frac {m}{4\omega ^{2}}}\left[g(x)\right]^{2}.}

## Обобщение пондеромоторной силы
Помимо только осциллирующего поля может также присутствовать постоянное поле. В подобной ситуации уравнение для силы, действующей на заряженную частицу, имеет вид
{\displaystyle {\ddot {x}}=h(x)+g(x)\cos(\omega t).}
Для решения такого уравнения можно сделать такое же предположение, как в случае с {\displaystyle h(x)=0}. Тогда обобщённое выражение для дрейфового движения имеет вид
{\displaystyle {\ddot {x}}_{0}=h(x_{0})-{\frac {g(x_{0})g'(x_{0})}{2\omega ^{2}}}.}

## Применение
Идея описания движения частиц под действием пондеромоторной силы в изменяющемся со временем поле имеет приложения в ряде областей, таких как ускорение частиц в плазме, квадрупольный ионный захват, создание плазменного ракетного двигателя.